# Uta Barth
Uta Barth (Berlín, 29 de gener de 1958) és una fotògrafa contemporània alemanya que explora la naturalesa de la visió a través de la fotografia abstracta. Actualment resideix a Los Angeles, Califòrnia.

## Biografia
Uta Barth va passar la seva infància a Berlín però es va traslladar als Estats Units quan era una adolescent. Va obtenir una beca per la Universitat de Califòrnia a Davis l'any 1982 i va fer un màster en Belles Arts a la mateixa universitat a Los Angeles l'any 1985.
El seu primer treball va ser una combinació de pintura i fotografia, i va desencadenar en el desenvolupament del seu estil actual: fotografies borroses on les qualitats naturals de la llum, la captura de moments fugaços i incidentals, que són el més rellevant i característic de la seva fotografia, la converteixen en una obra molt personal. Des del principi del seu treball l'artista aplicava la idea d'enfosquir la imatge per tal de posar en relleu el procés fotogràfic, i així ha continuat al llarg de la seva evolució artística.
Actualment Uta Barth treballa com a professora al departament d'art de la Universitat de Califòrnia, a Riverside.
L'obra d'Uta Barth ha estat exposada al Museu Guggenheim de Bilbao, al Museu d'Art Contemporani de Los Angeles, al Tate Modern de Londres i al Museu d'Art Contemporani de Massachusetts.

## Anàlisi de l'obra
Uta Barth crea un tipus de fotografia que examina la diferència entre com un humà veu la realitat i quin és l'objectiu de la càmera fotogràfica.
La seva obra es mostra habitualment en grups de dues o més fotografies que ens fan recordar díptics. Uta Barth és considerada per les seves fotografies “buides”, les quals freguen l'abstracció pictòrica. Les fotografies d'aquesta artista normalment no es basen en el fet figuratiu, les seves obres estan més aviat desenfocades, borroses, retallades i, sovint, no tenen un subjecte en primer pla, sinó que l'atmosfera i la llum es converteixen en objectes essencials de la seva obra per a capturar moments efímers i inesperats en un entorn tranquil·litzant. Les imatges no estan enfocades perquè l'atenció de la càmera és en un altre punt. Les obres de Barth, en lloc de centrar-se en un paisatge detallat, exploren la idea d'atmosfera i de llum, ja que solen tenir una manca de definició tal que ja no documenten la realitat, sinó que mostren la percepció, per aquesta falta de precisió estableixen un conflicte entre la ment i la visió humana. Les fotografies d'aquesta artista demostren el domini de la composició i de l'equilibri. L'obra d'Uta Barth destrueix amb gran subtilesa les convencions de la representació visual, posant l'atenció sobre els límits que té l'ull humà.